# Железнодорожный транспорт Сицилии

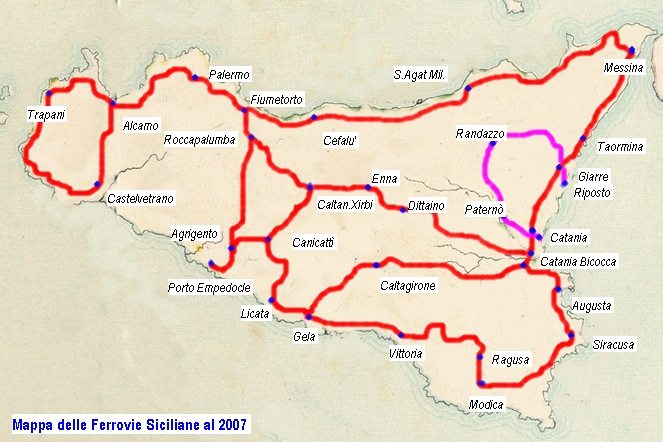
Схема железных дорог Сицилии (2007 год)

Железные дороги Сицилии — часть транспортной системы острова. Бо́льшая часть железнодорожной сети Сицилии имеет стандартную европейскую ширину колеи (1 435 мм) и относится к итальянской национальной железнодорожной компании Ferrovie dello Stato. Единственное исключение — узкоколейная (ширина колеи 950 мм) железная дорога Ferrovia Circumetnea (в буквальном переводе — «Железная дорога вокруг Этны»).
Существуют прямые пассажирские поезда, связывающие Сицилию с Неаполем и Римом. Поскольку Сицилия не связана с континентальной частью Италии мостом или тоннелем, поезда перевозятся через Мессинский пролив на пароме.
В двух городах Сицилии, Палермо и Катании действует метрополитен (см. Метрополитен Палермо, метрополитен Катании), а в Мессине — трамвай (легкорельсовая транспортная система).